# 荒野の天使ども
『荒野の天使ども』（こうやのてんしども）は、ひかわきょうこによる日本の漫画作品。1983年5月号から1984年8月号に、『LaLa』（白泉社）に連載された。全16話。単行本は花とゆめコミックスから全3巻が、白泉社文庫から全2巻が発行された。その後、続編として、『時間をとめて待っていて』『それなりにロマンチック』の2作品が発表された。
本項では、続編作品についても記載する。

## 概要
アメリカの西部を舞台に、悪党達に立ち向かう生意気な少女の活躍を描いた作品。続編となる2作品では、成長した主人公のロマンスもテーマの1つとして描かれている。
作者が高校生の頃に構想した西部劇の設定を元に連載を開始するが、物語の展開に苦心し、当初、6ヶ月の連載予定だったが、実際には1年4ヶ月で完結した。
本作品の続編として、「時間をとめて待っていて」「それなりにロマンチック」の2作品が発表され、これらの作品は、登場人物の名から「ミリアムとダグラスシリーズ」「ミリアム&ダグラスシリーズ」「ミリアムシリーズ」などと一部で呼ばれているが、作者の他の作品に見られるようなシリーズ名はつけられていない。

## あらすじ
旅をしているダグラス、カード、ジョエルの3人は、駅馬車強盗の現場に遭遇し、その場に居合わせた生意気な少女・ミリアムと出会う。無法者が集まる町・ウェルズタウンでミリアムに危機を救われたダグラスたちは、彼女が暮らすグレースの牧場で働き始める。だが、町を牛耳る有力者ハレンバーグが、グレースと牧場を手に入れようと画策していた。ダグラスたち3人とミリアムは牧場にやってきたハレンバーグを追い払うが、ミリアムがいない間に、ハレンバーグを操る黒幕・Mr.ブルーの策略にはまり、ダグラスたち3人はグレースと共に捕われる。敵地に忍び込んだミリアムは、Mr.ブルーの用心棒・シルバーキングに扮した保安官・ヒューの助けを得てグレースを助け出し、ダグラスたちは自力で脱出。無事に再会するが、些細な事から口論になり、ダグラスたちはミリアムたちを置いて牧場を後にする。思い直して戻ろうとするダグラスたちは敵に遭遇し、ダグラスは銃弾に倒れる。それを聞いたミリアムは大きなショックを受けるが、幸運にも無事だったダグラスの姿を見て、初めて自分の感情を解き放ち、ダグラスの胸で号泣する。ミリアムとダグラスたちは、Mr.ブルーが列車強盗を計画していることを知り、ヒューや騎兵隊と協力して犯行を阻止。一味の逮捕に大きな役割を果たす。

## 登場人物
ミリアム・トッド
主人公。おてんばで生意気な8歳の少女。幼い頃、一緒に旅をしていた賭博師の父親が死んで、グレースに引き取られた。おっとりしたグレースを支えるしっかり者。責任感と正義感が強く、自らの危険を顧みず、悪党達に知恵と勇気で立ち向かう。
ダグラス・グリーン
黒髪に緑の眼をした銃の達人。けんかに強く、無骨だが心優しい17歳の青年。カード、ジョエルとともに旅をしていたが、ミリアムと出会いグレースの牧場で働くことになる。
カード
ダグラスの仲間。茶色の髪に青い眼。ポーカーや占いなどカード捌きが上手い。ダグラスと共にグレースの牧場で働く。
ジョエル
ダグラスの仲間。金髪で眼は茶色。口調は女言葉で女装が上手い。銃の腕には今ひとつ自信がない。
グレース・ハワード
美しい女性牧場主。亡き父母が残した牧場を継いで1人で経営する。おっとりした性格。幼馴染みで初恋の相手・ヒューを一途に想い続ける。やがて彼と再会・結婚し、息子をもうける。
シルバーキング
Mr.ブルーに雇われた賞金首のならず者。しかし、実際はシルバーキングに扮した連邦保安官のヒュー・カーステア。グレースの幼馴染みで、Mr.ブルーを逮捕した後にグレースと結婚する。
ブライアン・マーフィー
ハレンバーグの悪党仲間。ダグラスたちにポーカーで負け、「ひらめ」とあだ名をつけられたことを恨む。ハレンバーグを頼ってウェルズタウンの町にやってくる。
サド・ハレンバーグ
ウェルズタウンの町の有力者。保安官も意のままに操って町を支配。グレースと彼女の牧場を我が物にしようと企む。
Mr.ブルー
大強盗団のボス。ハレンバーグを陰で操る黒幕。目撃者は皆殺しにする冷酷さで、素顔を知られないようにしている。男色家。本名はフォレスト・ベギンズ。元騎兵隊の軍曹。

## 続編

### 時間をとめて待っていて
1985年9月号から1987年2月号に、『LaLa』（白泉社）に連載された。作者の入院などにより、1986年から1987年に約1年余りの休載を挟んで完結。全17話。単行本は花とゆめコミックスと白泉社文庫から、それぞれ全3巻が発行された。

#### あらすじ
ダグラスたちと出会って9年が過ぎ、17歳の少女に成長したミリアムはダグラスに恋心を抱く。しかし、ダグラスはミリアムを妹のように思う以上の感情を持てないでいた。そんな折、ミリアムは友人の結婚式に出かけ、行方不明になる。ダグラスは、記憶を失って旅の劇団に身を寄せていたミリアムを発見するが、彼女は暴漢に襲われそうになり、劇団は町の牧場主ダーネル一味の妨害を受けていた。やがて、ミリアムを襲った暴漢は悪徳保安官のジェフリー・ダンで、ダーネルと結託して偽札作りを計画していることがわかり、ミリアムとダグラスは元新聞記者のラルフと協力して、監禁されていた偽札作りの名人・ラリーたちを救出。ミリアムは記憶を取り戻し、ダグラスはミリアムを愛している自分の気持ちに気づく。ミリアムとダグラスは、人質として捕らえられているラリーの孫を救出するためにカードら仲間達と合流。無法者が集まる「白の谷」に捕らえられていた人質を救出し、ダーネル一味を逮捕する。

### それなりにロマンチック
1989年8月号から10月号に、『LaLa』に連載された。全3話。単行本は花とゆめコミックスから全1巻が発行された。また、同年、番外編「ミリアム13」が『増刊LaLa』WINTER CLUBに発表された。文庫では「時間をとめて待っていて」3巻に収録されている。

#### あらすじ
ダーネル一味を逮捕後、恋人同士になったダグラスとミリアムだが、無骨でロマンチックさのないダグラスにミリアムは不満を感じていた。ある日、ダグラスの元に「白の谷」で出会った男・レオが訪れ、彼の命を2人の男が狙っていると知らせる。ミリアムに危険が及ぶことを恐れたダグラスは、1人で男たちを待ち伏せするが、逆に捕えられてしまう。ダグラスの異変を察知したミリアムが駆けつけ、ダグラスは自由を取り戻して反撃。2人の男達を捕らえ、ミリアムはほんの少しだけロマンチックな雰囲気を味わう。

## 書誌情報

### 単行本
- 『荒野の天使ども』 白泉社〈花とゆめコミックス〉全3巻
  1. 1983年12月21日初版発行、ISBN 978-4-592-11541-0[1]
  2. 1984年4月24日初版発行、ISBN 978-4-592-11542-7[1]
  3. 1984年11月25日初版発行、ISBN 978-4-592-11543-4[1] -「新緑だより（杉掛君とまゆ子のシリーズ5）」「雪のスクリーン」を同時収録。
- 『時間をとめて待っていて』 〈花とゆめコミックス〉全3巻
  1. 1986年3月25日初版発行、ISBN 978-4-592-11544-1[1]
  2. 1986年10月25日初版発行、ISBN 978-4-592-11545-8[1] -「わたしの銀河鉄道（和田君とゆきこのシリーズ3）」を同時収録。
  3. 1988年3月25日初版発行、ISBN 978-4-592-11546-5[1]
- 『それなりにロマンチック』 〈花とゆめコミックス〉全1巻
  1. 1990年4月25日初版発行、ISBN 978-4-592-12516-7[1] - 番外編「ミリアム13」を同時収録。

### 文庫
- 『荒野の天使ども』〈白泉社文庫〉全2巻
  1. 1997年6月13日発売、ISBN 978-4-592-88161-2[2]
  2. 1997年6月13日発売、ISBN 978-4-592-88162-9[2]
- 『時間をとめて待っていて』〈白泉社文庫〉全3巻
  1. 1997年9月12日発売、ISBN 978-4-592-88163-6[3]
  2. 1997年9月12日発売、ISBN 978-4-592-88164-3[3]
  3. 1997年9月12日発売、ISBN 978-4-592-88165-0[3] - 『それなりにロマンチック』 、番外編「ミリアム13」を同時収録。